# База даних Ґмеліна
База даних Ґмеліна — це велика база даних про металоорганічні і неорганічні сполуки, оновлюється щоквартально. Вона створена на основі  німецького видання Gmelins Handbuch der anorganischen Chemie («Ґмелінський довідник з неорганічної хімії»), який спочатку публікував Леопольд Ґмелін у 1817 році;, а потім, від 1922 до 1988 років складалося й оновлювалось науокою установою — Інститутом неорганічної хімії та суміжних галузей імені Ґмеліна. Останнє друковане видання, восьме, з'явилось у 1990-х роках, перш ніж цілком перейти в електронний формат.
В даний час у базі даних містяться всі сполуки/реакції, відкриті у період від 1772 до 1995 років, що становить 1,5 мільйони сполук і 1,3 мільйони різних реакцій, з понад 85,000 заголовків, ключових слів та рефератів. Він має понад 800 різних полів даних на такі теми, як електричні, магнітні, теплові, кристалічна і фізіологічні інформації про хімічні речовини.
База даних Ґмеліна підтримується Elsevier MDL. Є сестринською базою до Бази даних Байльштайн, яка займається органічними хімічними речовинами і реакціями; тепер обидві є частиною пошукової системи Reaxys.